# ジョーイ・ジャーデロ

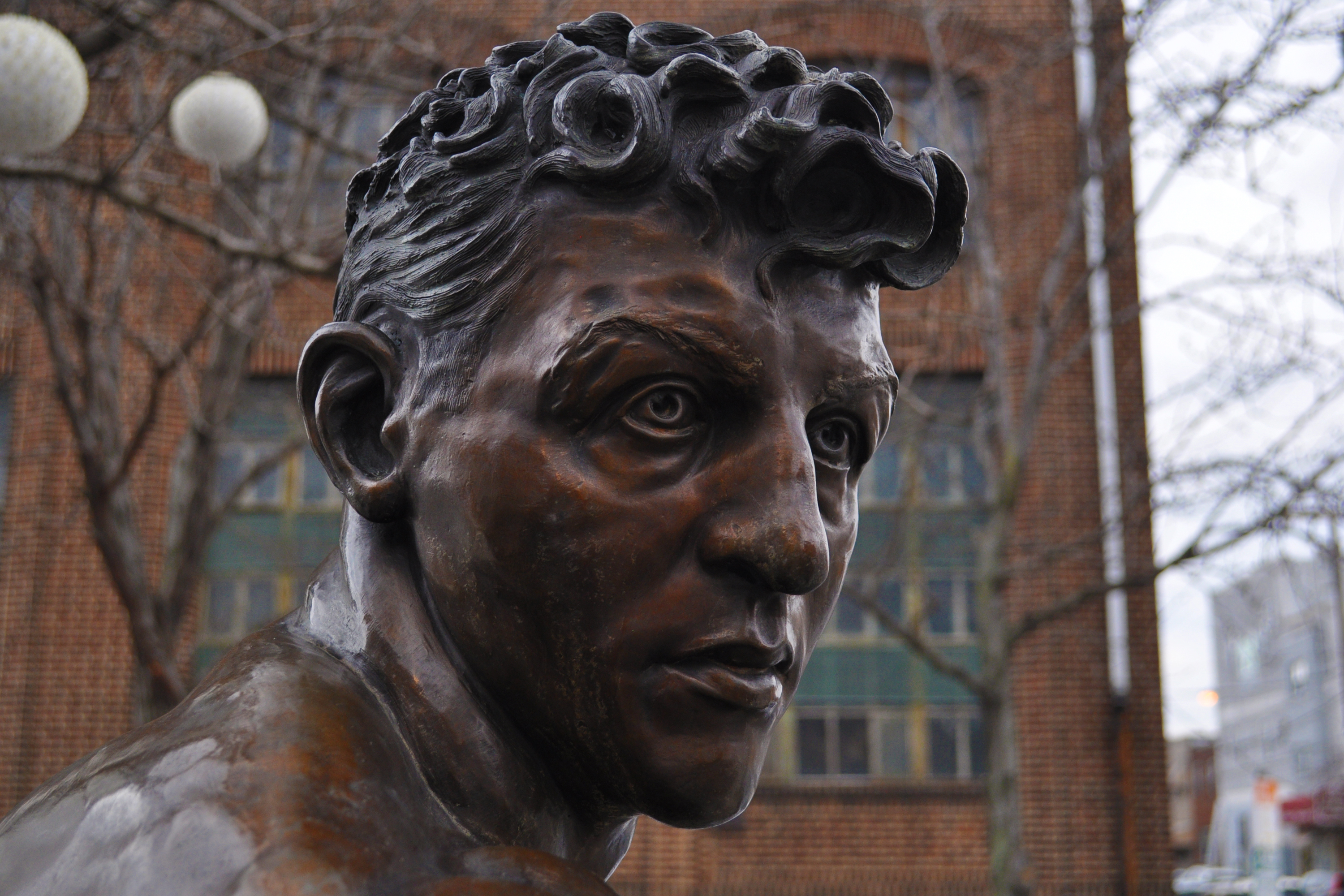

ジョーイ・ジャーデロ（Joey Giardello、1930年7月16日 - 2008年9月4日）は、アメリカ合衆国の男性元プロボクサー。ニューヨーク州ニューヨークブルックリン区出身。元WBA・WBC世界ミドル級統一王者。イタリア系。

## 経歴
1948年プロ入り。遅咲きのボクサーで、1959年、後に世界王座を賭けて戦うことになるアフリカの英雄ディック・タイガーと2戦し、1勝1敗の星を残す。翌1960年4月20日、NBA世界ミドル級王者ジーン・フルマーに挑戦するが、15回引分けで王座獲得ならず。
1963年6月24日、晩年のシュガー・レイ・ロビンソンに土を付ける。その勢いを駆って同年12月7日、WBA・WBC世界ミドル級王者ディック・タイガーに挑み、15回判定勝ちでタイガー3度目の防衛を阻み、遂に世界王者となった。この時既に33歳であった。
初防衛戦では猛ファイター、ルービン・カーターを判定で下して防衛に成功するが、1965年10月21日、タイガーとの再戦となった二度目の防衛戦で痛い星を落とし、王座陥落。

## 通算戦績
134戦101勝（33KO）25敗7引分け